# Huggormsfisk
Huggormsfisk eller sabeltandsfisk (Chauliodus sloani) är en djuphavsfisk som lever i alla tropiska och tempererade hav. Den ingår i släktet Chauliodus och kan bli upp till 22 centimeter lång.

## Beskrivning
Huggormsfisken är en mycket slank fisk med en stor mun, tydligt underbett, och långa huggtänder. Kroppen glänser i blått, grönt, silver och svart. Ryggfenan, som börjar just bakom huvudet, har 5 till 8 mjukstrålar varav den första är starkt förlängd till omkring halva kroppens längd. Längs sidorna och buken har arten minst 24 ljusorgan. Könen är lika. Arten kan bli upp till 22 cm lång.

## Utbredning
Arten är en circumglobal fisk som förekommer i tropiska och tempererade vatten. I norra till nordöstra Atlanten finns den från Azorerna över Medelhavet och den grekiska övärlden till Island.

## Ekologi
Huggormsfisken är en frisimmande djuphavsfisk, som förekommer till över 1 000 m djup i Atlanten, mellan 200 och 4 700 m i Sydkinesiska havet, och från 470 till 1 200 m i Joniska havet. Arten har en dygnsbunden höjdmigration: Den drar sig upp till grundare vatten på natten, och djupare ner under dagen. Den har inte speciellt effektiva gälar, och tros därför föredra syrerikt vatten. På grund av det undanskymda levernet är inte mycket övrigt känt om arten.

### Föda och predation
Huggormsfisken är en rovfisk, som lever av djurplankton, kräftdjur och mindre fiskar, upp till drygt 60% av dess egen längd. Vid fångsten använder den sin förlängda främre fenstråle på ryggfenan som ett agn för att locka bytet. Det stora gapet och de långa tänderna förhindrar bytet att fly. Bland bytesdjuren finns Cyclothone, ett släkte av små självlysande djuphavsfiskar, Bregmaceros, ett släkte av mindre, torskliknande fiskar samt Diaphus, Lampanyctus och Myctophum, tre släkten i familjen prickfiskar. Arten har en långsam metabolism, och tros inte äta oftare än var 12:e dag.
Själv utgör arten föda åt guldmakrill (Coryphaena hippurus), kortnäbbad delfin (Lagenodelphis hosei), spinndelfin (Stenella longirostris), hågäl (Galeus melastomus), pailonahaj (Centroscymnus coelolepis), Allocyttus verrucosus (tillhör ordningen sanktpersfiskartade fiskar) och atlantisk soldatfisk (Hoplostethus atlanticus).

### Fortplantning
Inte heller fortplantningen är särskilt väl känd för arten. Det är känt att den är äggläggande med yttre befruktning. Larverna är omkring 6 mm långa när de kläcks, men ingenting är känt om tillväxthastigheten. Livslängden har uppskattats till mellan 15 och 30 år.